# Eugène Pic-Paris
Eugène Henri Pic-Pâris (29 mars 1836, Amboise - 30 juillet 1917, Tours) est un homme politique français.

## Biographie
Eugène Pic-Paris est le fils de Grégoire Pic-Pâris, receveur de l'Enregistrement et des Domaines, et de Louise Agathe Forest. Rentré dans l'administration comme son père, il est receveur de l'Enregistrement successivement à Saint-Anthème (1861), Marcillat (1863), Montrésor (1865) et Sainte-Maure (1868). Il est admis en non activité à sa demande en 1880. Conseiller de préfecture de l'Indre-et-Loire l'année suivante, conseil de préfecture dont il devient vice-président en 1884, il passe conseiller de préfecture de la Gironde en 1888.
Il est fait chevalier de la Légion d'honneur en 1888.
Maire de Tours de 1892 à 1897 puis de 1899 à 1912, il inaugure le lycée de jeunes filles de Tours le 20 septembre 1904. Il est conseiller général pour le canton de Tours-Centre de 1895 à 1901.
Après avoir échoué aux élections législatives de 1888 face à Jacques Drake del Castillo, Pic-Pâris est élu sénateur d'Indre-et-Loire le 17 août 1902 et obtient sa réélection le 7 janvier 1906. S'impliquant à la Chambre haute plus particulièrement dans les questions fiscales et d'enregistrement, il s'occupe de celles relatives à la vie locale (navigabilité de la Loire, suppression de l'autorisation préalable aux communes pour ester en justice, etc) et dépose une proposition de loi tendant à modifier plusieurs articles du code civil relatifs au mariage (1915).
Il est également un collectionneur d'art.

## Hommage
La rue Pic-Pâris, à Tours, est nommé en son honneur.

## Sources
- « Eugène Pic-Paris », dans le Dictionnaire des parlementaires français (1889-1940), sous la direction de Jean Jolly, PUF, 1960 [détail de l’édition]
- René Samuel, Georges Bonét-Maury, Les parlementaires français ... 1900-1914: dictionnaire biographique et bibliographique des sénateurs, députés, ministres ayant siégé dans les Assemblées législatives de 1900 à 1914,  Roustan, 1914
- Bernard Chevalier, Histoire de Tours, Privat, 1985